# PWHL Draft 2025
Der PWHL Draft 2025 war der dritte Draft der Professional Women’s Hockey League und wurde am 24. Juni 2025 im Hard Rock Hotel & Casino in Ottawa, Ontario, veranstaltet. Zuvor hatten die Expansions-Teams Vancouver und Seattle im Rahmen des PWHL Expansion Draft 2025 ihre Kader mit 12 Spielerinnen gefüllt.
Kristýna Kaltounková von den Colgate Raiders wurde als erste Spielerin von den New York Sirens ausgewählt. Als einzige deutschsprachige Spielerin folgte Nina Jobst-Smith an Stelle 19.

## Verfügbare Spielerinnen und Rankings
Insgesamt hatten sich 199 Spielerinnen aus 19 Nationen für den PWHL Draft eingeschrieben.
Die Zeitschrift The Hockey News veröffentlichte am 1. Juni 2025 ein Ranking der vielversprechendsten Spielerinnen.

### Feldspielerinnen
| Ranking | Spielerin                | Universität/Club   |
| ------- | ------------------------ | ------------------ |
| 1       | Kristýna Kaltounková (C) | Colgate (NCAA)     |
| 2       | Haley Winn (D)           | Clarkson (NCAA)    |
| 3       | Casey O’Brien (C)        | Wisconsin (NCAA)   |
| 4       | Nicole Gosling (D)       | Clarkson (NCAA)    |
| 5       | Natálie Mlýnková (LW)    | Minnesota (NCAA)   |
| 6       | Rory Guilday (D)         | Cornell (NCAA)     |
| 7       | Michelle Karvinen (LW)   | Frölunda HC (SDHL) |
| 8       | Anne Cherkowski (C)      | Clarkson (NCAA)    |
| 9       | Kendall Cooper (D)       | Quinnipiac (NCAA)  |
| 10      | Jenna Buglioni (C)       | Ohio State (NCAA)  |

### Torhüterinnen
| Ranking | Spielerin     | Universität/Club       |
| ------- | ------------- | ---------------------- |
| 1       | Sanni Ahola   | St. Cloud State (NCAA) |
| 2       | Hannah Murphy | Colgate (NCAA)         |
| 3       | Ena Nystrøm   | Brynäs IF (SDHL)       |

## Draft-Reihenfolge
Der Draft wurde in sechs Runden durchgeführt, wobei jedes Team in jeder Runde ein Wahlrecht (pick) besaß. Die Reihenfolge der Wahlrechte folgte erstmals dem sogenannten Gold Plan. Dieser belohnt Teams für jeden Sieg zusätzlich, den sie – nachdem sie die Playoffs bereits verpasst hatten – erreichen. Damit soll verhindert werden, dass Teams in der Endphase der regulären Saison absichtlich verlieren, um höhere Chancen auf das erste Wahlrecht zu haben.
1. New York Sirens
2. Boston Fleet
3. Toronto Sceptres
4. Victoire de Montréal
5. Ottawa Charge
6. Minnesota Frost
7. PWHL Vancouver
8. PWHL Seattle

## Draftergebnis

### Runde 1
| #  | Spielerin            | Position | Nationalität       | PWHL-Team                           | College-/University-/Profi-Team |
| 1. | Kristýna Kaltounková | F        | Tschechien         | New York                            | Colgate (NCAA)                  |
| 2. | Haley Winn           | D        | Vereinigte Staaten | Boston Fleet                        | Clarkson (NCAA)                 |
| 3. | Casey O’Brien        | F        | Vereinigte Staaten | New York Sirens (von Toronto) TO-NY | Wisconsin (NCAA)                |
| 4. | Nicole Gosling       | D        | Kanada             | Victoire de Montréal                | Clarkson (NCAA)                 |
| 5. | Rory Guilday         | D        | Vereinigte Staaten | Ottawa Charge                       | Cornell (NCAA)                  |
| 6. | Kendall Cooper       | D        | Kanada             | Minnesota Frost                     | Quinnipiac (NCAA)               |
| 7. | Michelle Karvinen    | F        | Finnland           | PWHL Vancouver                      | Frölunda HC (SDHL)              |
| 8. | Jenna Buglioni       | F        | Kanada             | PWHL Seattle                        | Ohio State (NCAA)               |

### Runde 2
| #   | Spielerin        | Position | Nationalität       | PWHL-Team                              | College-/University-/Profi-Team    |
| 9.  | Anne Cherkowski  | F        | Kanada             | New York Sirens                        | Clarkson (NCAA)                    |
| 10. | Ella Huber       | F        | Vereinigte Staaten | Boston Fleet                           | Minnesota (NCAA)                   |
| 11. | Emma Gentry      | F        | Vereinigte Staaten | Toronto Sceptres                       | St. Cloud State (NCAA)             |
| 12. | Natálie Mlýnková | F        | Tschechien         | Victoire de Montréal                   | Minnesota (NCAA)                   |
| 13. | Anna Schochina   | F        | Russland           | Ottawa Charge                          | HK Dynamo Sankt Petersburg (SchHL) |
| 14. | Abby Hustler     | F        | Kanada             | Minnesota Frost                        | St. Lawrence (NCAA)                |
| 15. | Hannah Murphy    | G        | Kanada             | PWHL Seattle                           | Colgate (NCAA)                     |
| 16. | Kiara Zanon      | F        | Vereinigte Staaten | Toronto Sceptres (von Vancouver) VA-TO | Ohio State (NCAA)                  |

### Runde 3
| #   | Spielerin        | Position | Nationalität       | PWHL-Team                              | College-/University-/Profi-Team |
| 17. | Makenna Webster  | F        | Vereinigte Staaten | New York Sirens                        | Ohio State (NCAA)               |
| 18. | Olivia Mobley    | F        | Vereinigte Staaten | Boston Fleet                           | Minnesota Duluth (NCAA)         |
| 19. | Nina Jobst-Smith | F        | Deutschland        | PWHL Vancouver (von Toronto) VA-TO     | Minnesota Duluth (NCAA)         |
| 20. | Skylar Irving    | F        | Vereinigte Staaten | Victoire de Montréal                   | Northeastern (NCAA)             |
| 21. | Sarah Wozniewicz | F        | Kanada             | Ottawa Charge                          | Wisconsin (NCAA)                |
| 22. | Anna Segedi      | F        | /                  | Minnesota Frost                        | St. Lawrence (NCAA)             |
| 23. | Clara Van Wieren | F        | Vereinigte Staaten | Toronto Sceptres (von Vancouver) VA-TO | Minnesota Duluth (NCAA)         |
| 24. | Lily Delianedis  | F        | Vereinigte Staaten | PWHL Seattle                           | Cornell (NCAA)                  |

### Runde 4
| #   | Spielerin       | Position | Nationalität       | PWHL-Team                            | College-/University-/Profi-Team |
| 25. | Dayle Ross      | D        | Kanada             | New York Sirens                      | St. Cloud State (NCAA)          |
| 26. | Riley Brengman  | D        | Vereinigte Staaten | Boston Fleet                         | Ohio State (NCAA)               |
| 27. | Maddi Wheeler   | F        | Kanada             | New York Sirens (von Toronto) TO-NY  | Ohio State (NCAA)               |
| 28. | Callie Shanahan | G        | Vereinigte Staaten | New York Sirens (von Montréal) MO-NY | Boston University (NCAA)        |
| 29. | Peyton Hemp     | F        | Vereinigte Staaten | Ottawa Charge                        | Minnesota (NCAA)                |
| 30. | Ava Rinker      | D        | Vereinigte Staaten | Minnesota Frost                      | UConn (NCAA)                    |
| 31. | Jada Habisch    | F        | Vereinigte Staaten | PWHL Seattle                         | UConn (NCAA)                    |
| 32. | Brianna Brooks  | F        | Kanada             | PWHL Vancouver                       | Penn State (NCAA)               |

### Runde 5
| #   | Spielerin           | Position | Nationalität       | PWHL-Team            | College-/University-/Profi-Team |
| 33. | Anna Bargman        | F        | Vereinigte Staaten | New York Sirens      | Yale (NCAA)                     |
| 34. | Abby Newhook        | F        | Kanada             | Boston Fleet         | Boston College (NCAA)           |
| 35. | Sara Hjalmarsson    | F        | Schweden           | Toronto Sceptres     | Linköping HC (SDHL)             |
| 36. | Maya Labad          | F        | Kanada             | Victoire de Montréal | Quinnipiac (NCAA)               |
| 37. | Sanni Ahola         | G        | Finnland           | Ottawa Charge        | St. Cloud State (NCAA)          |
| 38. | Vanessa Upson       | F        | Kanada             | Minnesota Frost      | Mercyhurst (NCAA)               |
| 39. | Madison Samoskevich | D        | Vereinigte Staaten | PWHL Vancouver       | Quinnipiac (NCAA)               |
| 40. | Lyndie Lobdell      | D        | Vereinigte Staaten | PWHL Seattle         | Penn State (NCAA)               |

### Runde 6
| #   | Spielerin        | Position | Nationalität       | PWHL-Team            | College-/University-/Profi-Team           |
| 41. | Kaley Doyle      | G        | Vereinigte Staaten | New York Sirens      | Quinnipiac (NCAA)                         |
| 42. | Amanda Thiele    | G        | Vereinigte Staaten | Boston Fleet         | Ohio State (NCAA)                         |
| 43. | Hanna Baskin     | D        | Vereinigte Staaten | Toronto Sceptres     | Minnesota Duluth (NCAA)                   |
| 44. | Tamara Giaquinto | D        | Kanada             | Victoire de Montréal | Boston University (NCAA)                  |
| 45. | Fanusa Kadirowa  | F        | Russland           | Ottawa Charge        | HK Dynamo Sankt Petersburg (SchHL)        |
| 46. | Brooke Becker    | D        | Vereinigte Staaten | Minnesota Frost      | Providence (NCAA)                         |
| 47. | Olivia Wallin    | F        | Kanada             | PWHL Seattle         | Minnesota Duluth (NCAA)                   |
| 48. | Chanreet Bassi   | F        | Kanada             | PWHL Vancouver       | University of British Columbia (U Sports) |